# Adolphe Van Moë
Pour les articles homonymes, voir Van Moé.
Adolphe Van Moë né à Boulogne-sur-Mer le 16 février 1841 et mort à Rosendaël le 6 février 1906 est un architecte français, actif à Dunkerque.

## Biographie

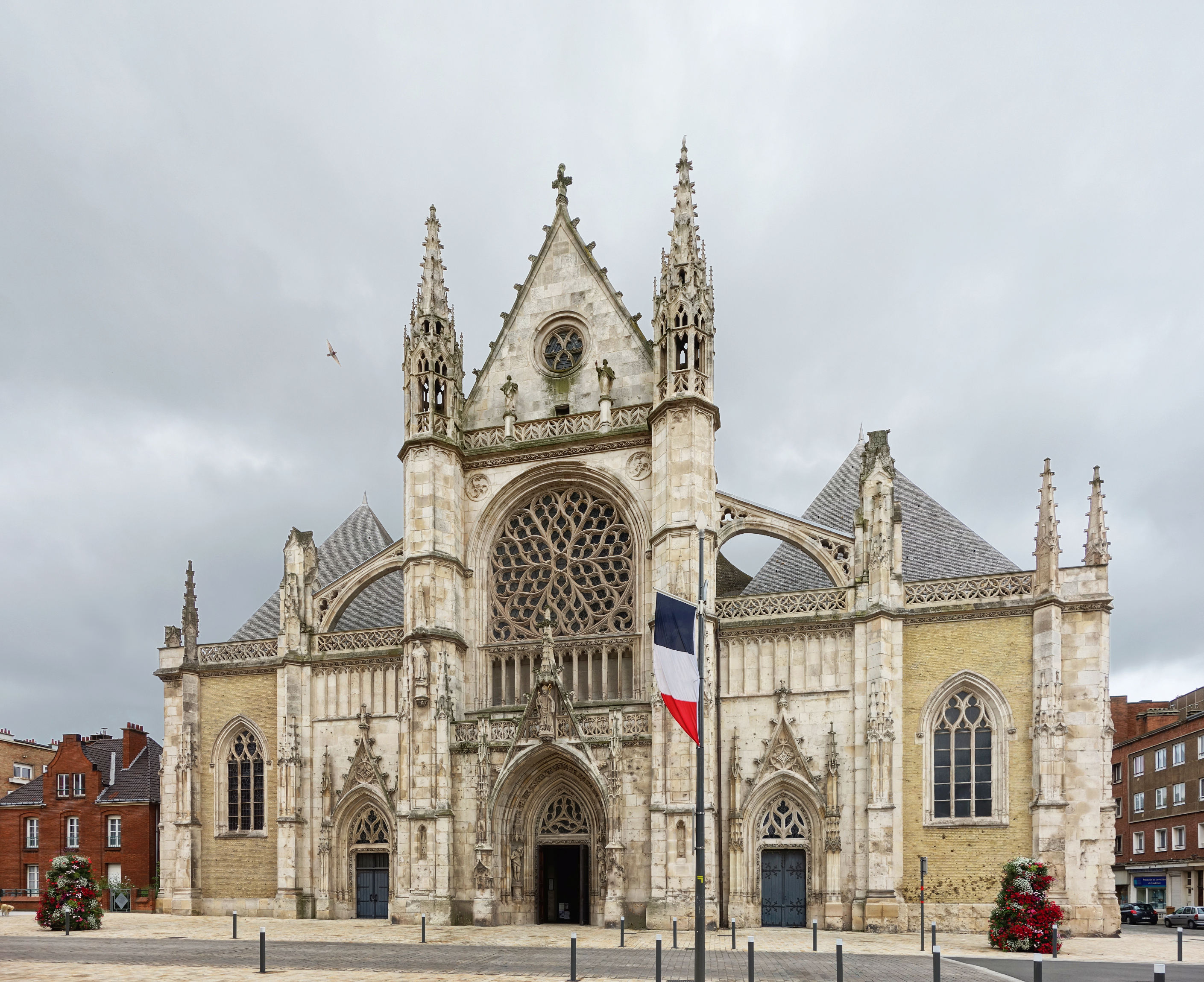
Église Saint-Éloi de Dunkerque.

Adolphe Van Moë est nommé architecte départemental pour la circonscription de Dunkerque par arrêté préfectoral du 27 septembre 1871. Il construisit de nombreuses écoles et bâtiments religieux. En 1885, il gagne le concours pour la réalisation de la nouvelle façade de l'église Saint-Éloi de Dunkerque. Elle sera construite par Jules Lecocq, architecte de la ville.   
Il devient membre de la Société des architectes du nord en 1883. 
Il est membre de la Société dunkerquoise pour l'encouragement des sciences, des lettres et des arts.
Malgré les destructions massives de 1940, il reste de nombreux bâtiments, dont plusieurs classés monuments historiques construit par Adolphe Van Moë dans le dunkerquois.  

## Réalisations notables

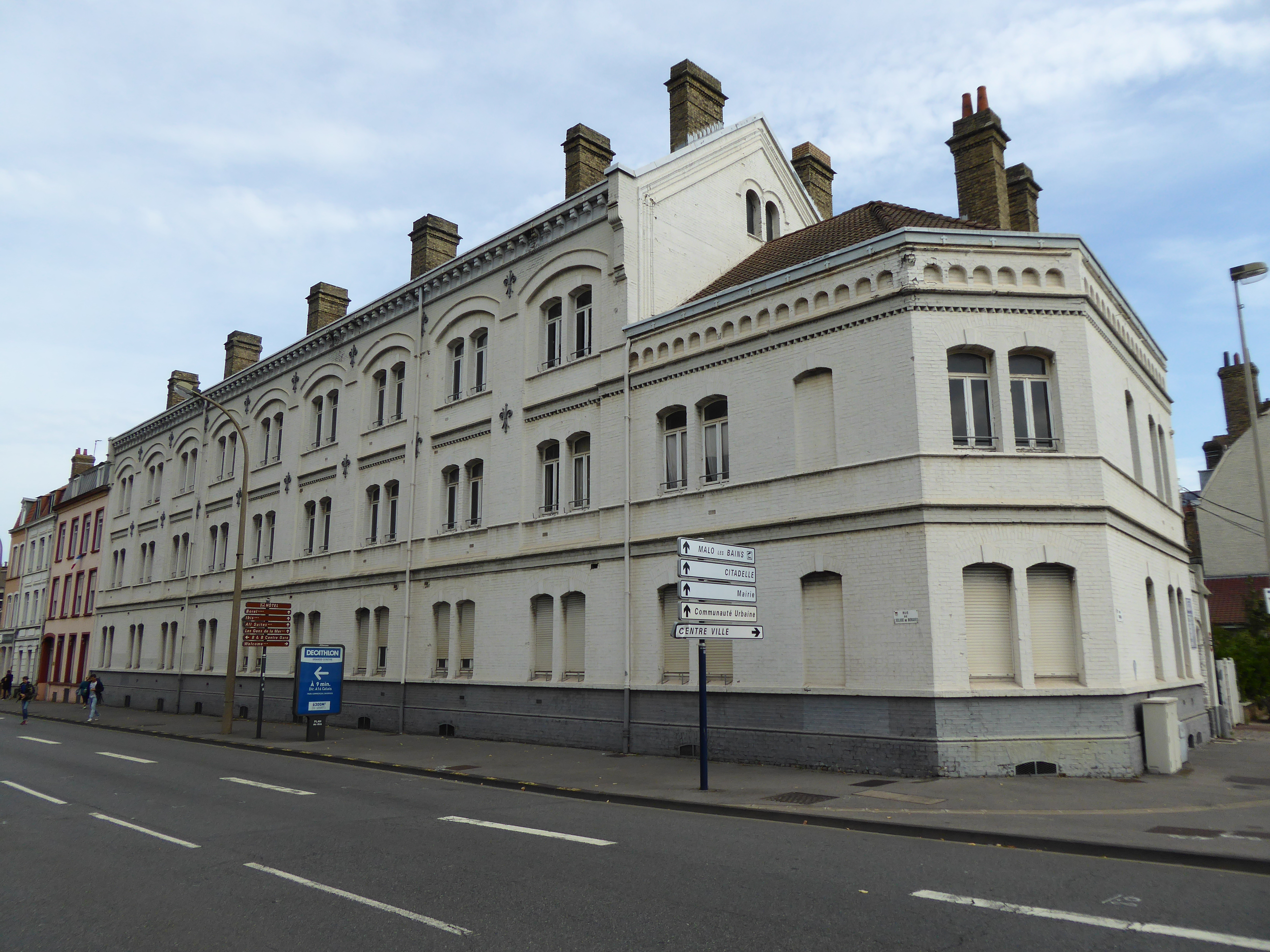
Caserne des gendarmes, 44, rue Thiers, Dunkerque.

- 1861 : école primaire, actuellement foyer des anciens, rue de Gravelines à Loon-Plage  Inscrit MH [1].
- 1878 : sépulture Vandercolme-Debuyser, Bouly de Lesdain-Vandercolme et Bonpain-Vandercolme, cimetière de Dunkerque[2].
- 1881 : maison dite villa Debaecker, puis Ziegler, 106, avenue du Casino, Malo-les-Bains  Inscrit MH [3].
- 1882 : école de filles, rue Charles Trolle, Petit Fort Philippe, Gravelines  Inscrit MH [4].
- 1882-1888 : école de filles, Les Huttes à Gravelines  Inscrit MH [5].
- 1885-1889 : façade de l'église Saint-Éloi de Dunkerque.
- 1887 : école des dunes, Loon-Plage, détruite lors de l’extension du port de Dunkerque en 1982  Inscrit MH [6].
- 1894-1896 : presbytère (actuelle mairie) de West-Cappel  Inscrit MH [7].
- 1895 : caserne des gendarmes, 44, rue Thiers à Dunkerque[8].
- 1897-1899 : flèche de l’église paroissiale Saint-Léger à Socx  Inscrit MH [9].